# 21559 Jingyuanluo
21559 Jingyuanluo è un asteroide della fascia principale. Scoperto nel 1998, presenta un'orbita caratterizzata da un semiasse maggiore pari a 2,6124254 UA e da un'eccentricità di 0,2493853, inclinata di 11,02527° rispetto all'eclittica.